# زمال (إربد)
زمال منطقة سكنية تقع في لواء الكورة، محافظة إربد في الأردن. تنتمي المنطقة لقضاء الكورة (الأردن) الذي يضم 21 منطقة. يقدر عدد سكانها بـ 3993 نسمة حسب إحصاء 2015.

## الموقع
زمال قرية أردنية تقع في شمال الأردن في لواء الكورة ضمن محافضه إربد تتبع قرية زمال لبلدية رابية الكورة والتي ټضم أيضا قرى كفر كيفيا سموع جنين الصفا وارخيم تقع قرية زمال على بعد حوالي 15 كيلومترا من مدينة إربد وترتفع عن سطح البحر حوالي 550 مترتتميز القرية بطبيعتها الخلابة وسهولها الخضراء ...تحدها من الشمال سموع ومن الجنوب تبنة وعنبه ومستنبت كفركيفيا من الشرق.

## الوصلات الخارجية
- دائرة الاحصاءات العامة